# Section Eight Productions
Section Eight Productions est une société de production de cinéma américaine fondée en 2000 par George Clooney et Steven Soderbergh. Le nom de la société fait ironiquement référence à un terme militaire américain désignant une classe de réformés du service militaire pour cause d'inaptitude physique ou mentale.
Ils produisent sous ce label leurs propres projets : Ocean's Eleven (2001), Solaris (2002) ou encore Ocean's Twelve (2004) de Steven Soderbergh, et les réalisations de George Clooney : son premier film Confessions d'un homme dangereux (2002) et Good Night and Good Luck (2005). Ils produisent également des films qui leur tiennent à cœur : Syriana, La rumeur court..., etc.
À l'initiative de Steven Soderbergh, désireux de se concentrer sur la réalisation, la société ferme ses portes fin 2006. Elle mènera cependant à terme des projets jusqu'en 2009.
George Clooney fonde ensuite avec son complice Grant Heslov la société de production Smokehouse.

## Filmographie
- 2001 : Ocean's Eleven de Steven Soderbergh[3]
- 2002 : Insomnia de Christopher Nolan
- 2002 : Bienvenue à Collinwood de Anthony Russo et Joe Russo
- 2002 : Loin du paradis de Todd Haynes
- 2002 : Confessions d'un homme dangereux de George Clooney
- 2002 : Solaris de Steven Soderbergh
- 2004 : Criminal de Gregory Jacobs
- 2004 : Ocean's Twelve de Steven Soderbergh
- 2004 : Keane de Lodge Kerrigan
- 2005 : The Jacket de John Maybury
- 2005 : Good Night and Good Luck de George Clooney[3]
- 2005 : Bubble de Steven Soderbergh
- 2005 : The Big Empty de Lisa Chang et Newton Thomas Sigel
- 2005 : Syriana de Stephen Gaghan[3]
- 2005 : La rumeur court... de Rob Reiner
- 2006 : Pu-239 de Scott Z. Burns
- 2006 : A Scanner Darkly de Richard Linklater
- 2006 : The Good German de Steven Soderbergh
- 2007 : Michael Clayton de Tony Gilroy
- 2007 : Ocean's Thirteen de Steven Soderbergh
- 2007 : Wind Chill de Gregory Jacobs
- 2009 : The Informant! de Steven Soderbergh